# J.W. de Vos
Johannes Willebrordus de Vos (13 februari 1911 – Berkhout, 23 juli 1975) was een Nederlands politicus van de  KVP.
Hij was auto- en scheepsbevrachter en daarnaast actief in de lokale politiek. Zo was hij vanaf 1953 in Gouda gemeenteraadslid en is hij daar ook KVP-fractievoorzitter geweest. In juni 1968 werd hij de burgemeester van Berkhout als opvolger van Pieter Beemsterboer, die niet lang daarvoor met pensioen was gegaan. De Vos overleed tijdens dat burgemeesterschap  ongeveer een half jaar voordat hij zelf met pensioen zou gaan. In Berkhout is de Burgemeester de Voslaan te zijner nagedachtenis.